# سترانديد ديب
سترانديد ديب (بالإنجليزية: Stranded Deep)‏ هي لعبة فيديو للبقاء على قيد الحياة تم تطويرها بواسطة الاستوديو الأسترالي Beam Team Games لأجهزة مايكروسوفت ويندوز، وماك أو إس، ولينكس. صدرت اللعبة في متجر الألعاب الإلكتروني ستيم سنه 2015. تُصنف اللعبة على أنها لعبة بقاء، وعالم مفتوح، وتصويب منظور الشخص الأول.
أعلنت شركة Telltale عن إطلاق اللعبة على بلاي ستيشن 4 وإكس بوكس ون في أكتوبر 2018، من خلال Telltale Publishing label. عندما أعلنت شركة Telltale Games عن إغلاق الإستوديو في سبتمبر 2018، ذكرت Beam Team Games أنها «تبذل كل ما في وسعها» لإطلاق إصدارات للعبة في الوقت المحدد.

## القصة
تبدأ اللعبة بسقوط طائرة في منطقة المحيط الهادئ، وينجو من هذا الحادث شخص بشري يجد نفسه وحيدًا في إحدى الجزر الطبيعية المهجورة، حيث يعتمد على نفسه بالبحث عن الطعام والشراب وبناء قارب خشبي وصيد السمك، وعليه أن يحذر من خطر سمك القرش لكي يبقي على قيد الحياة.

## طريقة اللعب
تتميز اللعبة بديناميكية الطقس ودورة الليل والنهار. ويوجد أيضًا نظام بناء في اللعبة، حيث يمكن للاعبين الاستقرار في جزيرة وبناء كوخ من أخشاب الأشجار التي توجد في الجزر. ويمكن تجميع الموارد ودمجها من أجل إنشاء معدات تساعدك في البقاء على قيد الحياة. والموارد التي توجد في اللعبة محدودة، وبالتالي تحتاج إلى إدارة. والمواد التي يستطيع اللاعب حملها محدودة، فيجب تحديد أولويات العناصر للمهمة القادمة.
يحتاج اللاعبون إلى إدارة الأمور الحيوية المتعلقة بالصحة والجوع والعطش والنوم، ويمكنهم البحث عن حطام السفن الغارقة والجزر بحثًا عن معدات مثيرة للاهتمام أو نادرة.

## المواقع الخارجية
- الموقع الرسمي